# 山崎悠麻
山崎悠麻（日语：／ Yamazaki Yuma，1988年4月8日—），日本女子羽毛球运动员。曾代表日本参加2020年夏季残疾人奥林匹克运动会羽毛球比赛，获得女子WH级双打金牌和女子WH2级单打铜牌。